# Zarko Dadic
Zarko Dadic, en croate : Žarko Dadić, né à Split le 11 juillet 1930, est un mathématicien, un historien des sciences, et un astronome yougoslave membre de l'Académie croate des Sciences et des Arts.

## Biographie
Enseignant de lycée de 1953 à 1959, Dadic est diplômé en 1954 de la faculté de mathématique de  Zagreb, puis il obtient son doctorat en mathématiques appliquée en 1962. Il enseigne alors à l'université de Zagreb, puis à Split. Conseiller de recherche, directeur de l'institut d'histoire et de philosophie de l'académie des sciences. Membre de plusieurs académies internationales d'histoire des sciences dont  l'Institut d'Histoire des Richesses naturelles, mathématiques et sciences médicales de l'Académie autrichienne des Sciences et des Arts et l'union astronomique internationale (1967), il publie en 1968 les œuvres complètes de Marino Ghetaldi et en 1972, des commentaires sur ce mathématicien raguséen du XVIIe siècle. 
De 1971 à 1981, Dadic est membre correspondant de l'Académie Internationale d'Histoire des Sciences de Paris. En 1981, il en devient membre à part entière. Il publie en 1975 une théorie de philosophie naturelle de Boskovic. La même année, on lui doit un livre sur le développement historique des mathématiques, des idées et des méthodes des sciences exactes. En 1982, il publie une histoire des sciences exactes en Croatie (en deux tomes) et en 1987, une nouvelle approche sur Ruder Boskovic. En 1990, Dadic est nommé  directeur du Centre de recherche de l'Académie autrichienne des Sciences et des Arts. En 1992, il publie une histoire des idées et des méthodes des mathématiques et des sciences physiques, il prend officiellement sa retraite en 1995 mais en 1996, il publie une étude sur les Croates et les sciences exactes à l'aube de l'âge classique.
Dadic réside la plupart du temps à Zagreb et y exerce jusqu'en novembre 2011 la charge de directeur du Département d'histoire et philosophie des sciences de l'Académie des Sciences de Croatie. Il a reçu plusieurs distinctions, notamment en 1981, le Kasic Bartol, prix scientifique de la République de Croatie et en 2002, le Slobodna Dalmacija de Split pour l'ensemble de ses travaux.

### Sources
- (hr) Bulletin de la Société mathématique Croate
- (en) Biographie de Dadic sur le site de l'Académie des sciences de Croatie.